# Phytomyza robustella
Phytomyza robustella är en tvåvingeart som beskrevs av Friedrich Georg Hendel 1936. Phytomyza robustella ingår i släktet Phytomyza och familjen minerarflugor. Inga underarter finns listade i Catalogue of Life.